# System GC-NN
System GC-NN – nazwa koncepcji specyficznego dla olfaktometrii wykorzystania chromatografii gazowej (GC) i sztucznych sieci neuronowych (NN) do określania cech zapachu próbki (np. intensywności wrażenia). Zasada systemu GC-NN jest wzorowana na koncepcji elektronicznego nosa. Chromatogramy nie są wykorzystywane do identyfikacji poszczególnych eluatów (jak w analizie jakościowej) i określenia ich stężenia w próbce (jak w analizie ilościowej), lecz ich interpretacja polega na określaniu stopnia podobieństwa chromatogramów próbek i wzorców o określonym zapachu. Porównywany jest kształt linii na wykresie, wyrażany przez sekwencję liczb – sygnałów detektora GC. Stopień podobieństwa określa się z użyciem sieci neuronowych lub innych metod analizy statystycznej (np. PCA).

## Zasada systemu GC-NN
Chromatografia gazowa umożliwia uzyskanie informacji o składzie badanej próbki. Takie dane, wraz z informacjami o zapachowych cechach poszczególnych odorantów, umożliwiałyby określanie zapachu próbki, gdyby były znane odpowiednie modele psychofizyczne, wiążące zapach ze składem. Takie modele dotychczas nie istnieją.
Koncepcja GC-NN jest analogiczna do koncepcji „elektronicznego nosa” (e-nos), opracowanej w latach 80. XX w. E-nosy są już stosowane w wielu dziedzinach życia (np. diagnostyka medyczna, monitoring powietrza atmosferycznego).
W przypadku systemu GC-NN, analogicznie jak w e-nosach, nie jest określany skład próbki, lecz fizykochemiczne właściwości całej mieszaniny, decydujące o reakcji węchu. W elektronicznych nosach mieszanina w charakterystyczny sposób pobudza zestaw różnorodnych czujników („pole czujników”, „pole sensorów”, model nabłonka węchowego). Rozkład tych pobudzeń porównuje się z pobudzeniami wywołanymi przez wzorce zapachu. W systemie GC-NN dane uzyskiwane z „pola czujników” są zastępowane przez informacje zawarte w chromatogramach mieszanin – zbiorach sygnałów, które są rejestrowane w czasie wymywania badanej próbki z jednej lub z kilku różnych kolumn chromatograficznych, do jednego lub do kilku różnych detektorów GC. Przygotowanie systemu GC-NN do wykorzystania w praktyce polega na przeprowadzaniu treningu sieci neuronowej (NN). W czasie treningu do odpowiedniego programu (np. Statistica NN) są wprowadzane informacje o chromatogramach i zapachu próbek, reprezentatywnych dla całego zbioru, który ma być oceniany przez GC-NN.

## Zasada chromatografii gazowej

Zasada chromatografii HPLC
Anality przepływają przez kolumnę tym wolniej, im silniej zatrzymuje je faza stacjonarna

Schemat chromatografu gazowego

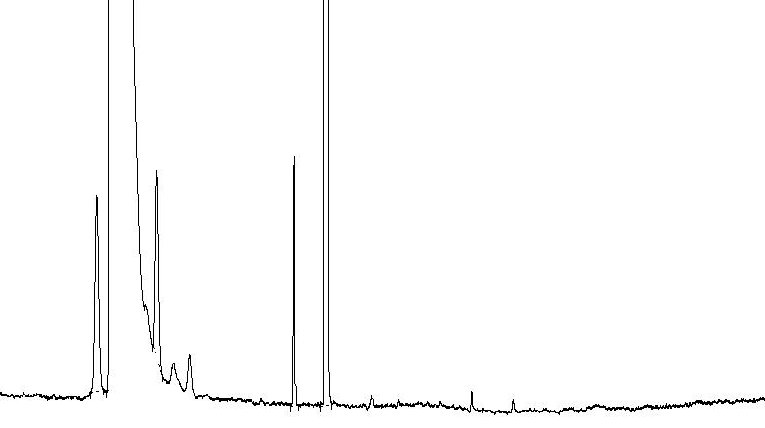
Przykładowy chromatogram mieszaniny kilku związków chemicznych

Chromatografia gazowa jest metodą analizy mieszanin związków chemicznych, które są gazami w temperaturze pracy kolumny. Analizowaną próbkę wprowadza się, w jak najkrótszym czasie, do kolumny chromatograficznej, która zawiera fazę stacjonarną – sorbent stały lub trudnolotną ciecz, w postaci filmu pokrywającego ziarna nośnika lub ścianki kolumn kapilarnych. Składniki analizowanych mieszanin przenosi przez kolumnę strumień fazy ruchomej – gazu nośnego, np. helu, argonu lub wodoru (w przypadku chromatografii cieczowej, np. HPLC, fazą ruchomą jest rozpuszczalnik). Czas wymywania z kolumny (czas retencji) poszczególnych związków (analitów) zależy od sił wiązania z fazą stacjonarną (np. rozpuszczalności w cieczy) i temperatury wrzenia.
Prawidłowa analityczna interpretacja chromatogramów wymaga, aby eluaty kolejno wpływały do detektora, umieszczonego na wylocie z kolumny. Umożliwia to ich identyfikację na podstawie czasu retencji i określenie zawartości w próbce na podstawie powierzchni piku chromatograficznego. Wiarygodność identyfikacji składników mieszanin na podstawie czasu retencji zwiększa się wykonując analizy z użyciem dwóch lub większej liczby różnych kolumn (różnych faz stacjonarnych) i stosując dwa lub więcej detektorów (np. selektywnie reagujących na różne rodzaje analitów). Chromatogramy rejestrowane w celu wykorzystania w systemie GC-NN mogą zawierać piki nierozdzielone.

## Podstawowe informacje o sieciach neuronowych

Neuron biologiczny i jego model (sztuczny neuron)

Sztuczne sieci neuronowe oznacza  się symbolami NN lub ANN (z ang. neural network lub artificial neural network). Są wykorzystywane do analizy danych, których rozkład jest nieprzewidywalny (brakuje odpowiednich modeli matematycznych, umożliwiających zaprogramowanie klasycznego komputera). Sztuczne neurony były początkowo prostymi urządzeniami elektronicznymi (elementami „neurokomputerów”). Obecnie pojęcie „sieć neuronowa” oznacza zwykle program instalowany w dowolnym komputerze.
Sztuczny neuron, to element programu, w którym są wykonywane bardzo proste obliczenia – przekształcenia pewnej liczby danych wejściowych (Sx) w jeden sygnał wyjściowy (Sy). Wielkość sygnału wyjściowego jest zależna od sygnałów wejściowych, ich wag (w) oraz od funkcji „wejścia–wyjścia” (funkcja aktywacji), w najprostszym przypadku – funkcji liniowej:
Sy = a + b · Sx
Trening sieci zbudowanej z takich neuronów umożliwia stworzenie neuronowych modeli złożonych obiektów i zjawisk, czyli ich prawidłowe rozpoznawanie na podstawie zbiorów różnorodnych cech (o różnej istotności, często nieprzewidywalnej). W czasie treningu do arkusza danych programu NN wprowadza się duży zbór informacji o wzorcach, dobrze reprezentujących obiekty, które ma rozpoznawać przygotowywana sieć, np.:
- zmienne objaśniające – zbiór mierzalnych cech wzorców, którymi dysponujemy (np. wyniki badań próbek krwi i moczu pacjentów, cechy odcisków palców z bazy danych policji)
- zmienne objaśniane – nazwy obiektów wzorcowych (np. nazwy chorób, nazwiska osób z policyjnej bazy danych)

Sieć jest generowana metodą iteracyjną (prób i błędów). Po każdej z wielokrotnych prezentacji treningowego (uczącego) zbioru danych objaśniających i objaśnianych jest dokonywana korekta wag (w) i parametrów funkcji aktywacji neuronów (np. stałych a i b w równaniu prostej). Obliczenia są wykonywane dla sieci o różnej liczbie neuronów, połączonych w różny sposób, w poszukiwaniu sieci, która popełnia najmniej błędów i jest zdolna do generalizacji (poprawnie klasyfikuje próbki, których nie było w zbiorze uczącym)

## Sztuczne sieci neuronowe w olfaktometrii
Z punktu widzenia olfaktometrii szczególnie ważna jest możliwość zastosowania ANN:
- do interpretacji rozkładów pobudzeń „pola czujników” elektronicznego nosa[2][3]
- do określania cech zapachów na podstawie zbioru informacji o stężeniach odorantów (badania psychofizyczne)[13][14][15][16][17]

Procedura przygotowania systemu GC-NN do monitorowania emisji zapachowej

- do interpretacji kształtu chromatogramów lub sekwencji liczb – sygnałów detektora GC (system GC-NN)[7]

## Przygotowanie systemu GC-NN
Do arkusza danych programu NN wprowadza się:
- zmienne objaśniające – sygnały detektora chromatografu gazowego, np. kolejno rejestrowane co 1 s w czasie analizy poszczególnych próbek (lub sygnały odpowiednio „przesiane”)
- zmienne objaśniane – informacje o zapachu każdej z próbek zbioru treningowego (uczącego), gromadzone z udziałem zespołu olfaktometrycznego  (np. wyniki pomiarów stężenia zapachowego, wykonywanych zgodnie z PN-EN 13725, albo oceny intensywności zapachu, jego jakości hedonicznej lub obu tych cech równocześnie).

Poprawnie wygenerowane sieci są zdolne do określania cech zapachu próbek nie należących do zbioru treningowego, na podstawie „kształtów” ich chromatogramów. Stwierdzono, że istnieje możliwość zastosowana GC-NN np. do monitorowania emisji lub imisji zapachowej lub do ciągłej kontroli skuteczności urządzeń dezodoryzujących.